# 达尔昌木其寺
达尔昌木其寺，位于西藏自治区日喀则地区拉孜县曲下镇，是一座藏传佛教萨迦派寺院。

## 简介
达尔昌木其寺位于西藏自治区日喀则地区拉孜县，为藏传佛教萨迦派寺院，也是萨迦派在拉孜县最大的寺院。
2012年，该寺的僧人次旺旦增被评为西藏自治区爱国守法先进僧尼。